# Dorpskerk (Jutphaas)
De Dorpskerk is een kerkgebouw aan de Nedereindseweg in Jutphaas, gemeente Nieuwegein.

## Geschiedenis
De kerk werd gebouwd ter vervanging van de uit 1217 stammende Dorpskerk op het Kerkveld, die in zeer slechte staat verkeerde en werd afgebroken. De bouw van de nieuwe kerk startte in 1819. Op 29 maart 1820 vond de inwijding plaats. Van de oude kerk van het Kerkveld zijn de preekstoel, koperen lezenaar en enkele banken bewaard gebleven en in de nieuwe kerk geplaatst. De lezenaar met familiewapen is in 1774 geschonken door Cornelis Schalij. 
Achter in de kerk hangen borden van de Anna van Rijn-fundatie uit 1603.
In 1919 vond een eerste restauratie plaats, in 1959 de tweede restauratie. In 1980 zijn herstelwerkzaamheden aan de muren uitgevoerd. In 1997 waren werkzaamheden aan de fundering nodig. Vanwege aantasting door de boktor zijn in 1999 zowel de kap als het torentje vervangen.
In 1927 is het Verenigingsgebouw ’t Geinlicht naast de Dorpskerk gebouwd. Hiervoor is de consistorie aan de oostzijde van de Dorpskerk aangepast.

## Orgel
Het orgel is gebouwd in 1868 door Hermanus Gerhardus Holtgräve (1836-1889) voor de Afgescheiden Gereformeerde Kerk in Deventer. In 1935 is het overgeplaatst naar de Christelijk Gereformeerde Kerk in Kampen door de fa. Spiering. Restauraties werden uitgevoerd door L. Eversdijk (1951) en W. van Leeuwen (1960). In 1967 wordt het orgel geplaatst in de Hervormde Johanneskerk in Nijmegen door Van den Berg & Wendt. In 1972 wordt het overgeplaatst naar de Dorpskerk in Jutphaas door Van den Berg & Wendt. In 2001 restaureert Van Vulpen het orgel, brengt het in originele staat terug en voegt een twee klavier met vijf registers toe.